# Claire Désert
Pour les articles homonymes, voir Désert (homonymie).
Claire Désert, née en 1967 à Angoulême, est une pianiste française.

## Biographie
Claire Désert commence l'apprentissage du piano dès l'âge de cinq ans. À quatorze ans, elle entre au Conservatoire national supérieur de musique de Paris. Élève du compositeur français Jean Hubeau, elle obtient le premier prix de musique de chambre.
En 1985, elle est lauréate du premier prix de piano à l’unanimité du jury. Elle est alors inscrite dans la classe du pianiste bulgare Vensislav Yankoff. La même année, Claire Désert est admise en cycle de perfectionnement de piano. Elle obtient une bourse du gouvernement français et part étudier une année au conservatoire Tchaïkovski de Moscou, dans la classe d’Evgueni Malinine. De retour en France, elle intègre la classe du violoncelliste Roland Pidoux et se perfectionne davantage en musique de chambre.

## Carrière professionnelle

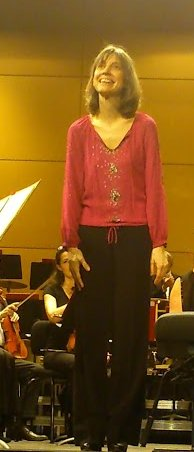
Claire Désert lors d'un concert en avril 2016

Depuis le début des années 1990, la musicienne se produit sur les scènes tels le Wigmore Hall, le Kennedy Center ou la Salle Pleyel et dans les festivals internationaux, à l'invitation de La Folle Journée, de Piano aux Jacobins, du Lille Piano(s) Festival, des Flâneries musicales de Reims, du Festival international de musique de Colmar, du Festival de Stavelot ou du Festival Georges Enesco de Bucarest,,.
En 1997, elle est nommée « nouveau talent de l'année » aux Victoires de la musique classique pour son interprétation des concertos du compositeur tchèque Antonin Dvorák et du pianiste et compositeur russe Alexandre Scriabine, avec l’Orchestre philharmonique de Strasbourg,.
Claire Désert est également professeur de piano au Conservatoire national supérieur de musique de Paris.

## Collaborations
En tant que soliste, elle accompagne régulièrement des formations symphoniques renommées comme l'Orchestre philharmonique de Radio France, l'Orchestre philharmonique de Strasbourg, l’Orchestre philharmonique de Paris, l'Orchestre national de Lille, l'Orchestre symphonique de Québec ou l'Orchestre national d’Île-de-France. Son parcours de musicienne l'amène à jouer et à enregistrer aux côtés des musiciens du Quatuor Sine Nomine, des violoncellistes Anne Gastinel, Gary Hoffman, des violonistes Tedi Papavrami, Philippe Graffin et Nemanja Radulovic ou du pianiste Emmanuel Strosser,,.

## Discographie

### Albums personnels
- 2007 : Davidsbündlertänze opus 6 de Robert Schumann par Claire Désert, Mirare
- 2010 : Abendmusik de Robert Schumann par Claire Désert, Mirare

### Collaborations
- 1999 : Œuvres pour piano à quatre mains : Variations (8) / op.35 - Allegro / op.144 'Lebensstürme'... de Franz Schubert avec Claire Désert et Emmanuel Strosser, Aria Music
- 2000 : Musique de chambre d'Elliott Carter avec Claire Désert, Patrick Gallois, Michel Lethiec, Arto Noras, Gérard Poulet et Amaury Wallez, Arion
- 2000 : Le Carnaval des animaux de Camille Saint-Saëns avec Francis Blanche, Vincent Coq, Claire Désert, Philippe Meyer, Raphaël Pidoux et Léa Weber.
- 2001 : Quintette pour piano et vents - Ma mère l' Oye de Maurice Ravel et André Caplet, Claire Désert et le Quintette Moraguès, Le Chant du Monde
- 2001 : Concerto pour violoncelle en la mineur de Robert Schumann avec Claire Désert, Anne Gastinel et Louis Langrée (Chef d'orchestre), Valois
- 2002 : Les Œuvres pour flûte d'Albert Roussel avec Claire Désert, Mathieu Dufour, Adrienne Krausz, Michel Moraguez, Julie Palloc, Sandrine Piau et le Quatuor à vents Moraguès, Saphir
- 2004 : Duos pour piano de Johannes Brahms et Franz Schubert avec Claire Désert et Emmanuel Strosser, Virgin Classics
- 2005 : Arpeggione de Franz Schubert, Claire Désert, Anne Gastinel, Naïve
- 2005 : Quatuors avec piano, compositions d'Alexis De Castillon, Camille Saint-Saëns, Ernest Chausson et Guillaume Lekeu avec Claire Désert et le Quatuor Kandinsky, Virgin Classics
- 2005 : In the shade of forests, compositions de Georges Enesco, Maurice Ravel et Claude Debussy avec Claire Désert et Philippe Graffin, Avie
- 2005 : Romances sans paroles de Félix Mendelssohn Bartholdy avec Claire Désert et David Walter, Polymnie
- 2007 : Danses slaves, opus 46 et opus 72 d'Antonín Dvorák avec Claire Désert et Emmanuel Strosser, Mirare
- 2007 : 3 préludes pour piano - 3 strophes sur le nom de Sacher - Ainsi la nuit d'Henri Dutilleux et Wolfgang Amadeus Mozart par Claire Désert, Desmons, Hery, Perraud, Erol
- 2008 : Arpeggione de Franz Schubert, Claire Désert, Anne Gastinel, Édition collector naïve 10 ans
- 2013 : L'enfance - Piano à 4 mains avec Claire Désert et Emmanuel Strosser, Mirare
- 2013 : Moments musicaux - Pièces pour Paul Klee - Suonare - All ungarese de Bruno Mantovani avec Claire Désert et le Trio Wanderer, Mirare
- 2015 : Œuvres pour piano à 4 mains de Franz Schubert, Claire Désert, Emmanuel Strosser, Mirare
- 2017 : Brahms : Cello Sonatas de Johannes Brahms avec Claire Désert et Gary Hoffman, La Dolce Vota

### Compilations
- 2006 : Anne Gastinel - Coffret 3Cds, compositions de Johannes Brahms, Robert Schumann et Franz Schubert avec Claire Désert, Anne Gastinel, François-Frederic Guy, Louis Langrée (Chef d'orchestre) et l'Orchestre philharmonique royal de Liège, Naïve
- 2007 : Classique et Zen, Compilation Classique avec Rinaldo Alessandrini, Lise De la Salle, Claire Désert, Anne Gastinel, Howard Griffiths, François-Frederic Guy, Laurence Equilbey, Sara Mingardo, Fazil Say, Grigory Sokolov, Naïve
- 2010 : Intégrale de la musique de chambre avec vents de Francis Poulenc, Compilation Classique avec Berrod, Claire Désert, Emmanuel Strosser, Trenel et l'Orchestre des solistes de Paris, Indesens

### Enregistrements Live
- 2005 : Stabat Mater de Bruno Coulais, enregistrement public avec Loïc Pierre (Chef d'orchestre), le Chœur de Chambre Mikrokosmos, Guillaume Depardieu, Claire Désert, Marie Kobayashi, Laurent Korcia, Aicha Redouane, Slim Pezin, Robert Wyatt, Naïve
- 2006 : La Roque d'Anthéron, enregistrements du Festival de piano de La Roque- d'Anthéron avec Nicholas Angelich, Iddo Bar-Shaï, Boris Berezovsky, Claire Désert, Brigitte Engerer, Philippe Giusiano, Jean-Frederic Neuburger, Anne Queffélec, Emmanuel Strosser, Édition limitée, Mirare
- 2007 : La Roque d'Anthéron, enregistrements du Festival de piano de La Roque- d'Anthéron, Volume 2, avec Nicholas Angelich, Iddo Bar-Shaï, Boris Berezovsky, Claire Désert, Shani Diluka, Philippe Giusiano, Anne Queffélec, Jean-Frederic Neuburger, Emmanuel Strosser, Mirare